# Zarzuela de Galve
Zarzuela de Galve es una localidad española perteneciente al municipio de Valverde de los Arroyos, en la provincia de Guadalajara.

## Geografía
La localidad está situada en plena sierra de Ayllón.

## Historia
A mediados del siglo XIX, el lugar, ya por entonces perteneciente al ayuntamiento de Valverde de los Arroyos, contaba con una población censada de 67 habitantes. La localidad aparece descrita en el decimosexto volumen del Diccionario geográfico-estadístico-histórico de España y sus posesiones de Ultramar de Pascual Madoz de la siguiente manera:

ZARZUELA DE GALVE: ald. del ayunt. de Valverde, en la prov. de Guadalajara (12 leg.), part. jud. de Alienza (5), aud. terr. de Madrid (22), c- g. de Castilla la Nueva, dióc. de Siguenza (11). sit. al pie de un peñasco con clima frio, pero sano: tiene 23 casas; la que fue de ayunt.; una fuente de buenas aguas; una pequeña igl. (el Buen Suceso), aneja de la de Valverde; confina el térm. con los de la Huerce, Valverde, Umbrialejo y Palancares: el terreno es escabroso y de mala calidad; le bañan dos pequeños arr. sin nombre: caminos los locales en mal estado. correo se recibe y despacha en Cogolludo. prod.: centeno, cebada, patatas y pastos, con los que se mantiene ganado lanar y cabrío. pobl. 15 vec., 67 alm.
(Madoz, 1850, p. 663)